# No me olvidarás: 20 grandes éxitos
No me olvidarás: 20 grandes éxitos es el título del tercer álbum recopilatorio grabado por el cantante de salsa puertorriqueño Jerry Rivera, Fue lanzado al mercado bajo el sello discográfico Sony Discos el 20 de marzo de 2001. Este álbum se desprende el único tema de dicha producción «No me olvidarás».

## Lista de canciones
| No me olvidarás: 20 grandes éxitos |                                    |                                                        |          |  |
| N.º                                | Título                             | Escritor(es)                                           | Duración |  |
| 1.                                 | «No me olvidarás» (Versión salsa)  | Alejandro Jaén · William Paz                           | 4:42     |  |
| 2.                                 | «Una y mil veces»                  | Donato Póveda                                          | 4:16     |  |
| 3.                                 | «Te recordaré»                     | Rudy Pérez · Manuel López                              | 4:17     |  |
| 4.                                 | «Ahora que estoy solo»             | Mary Lauret                                            | 3:20     |  |
| 5.                                 | «Lloraré»                          | Fernando Osorio                                        | 3:34     |  |
| 6.                                 | «En las nubes»                     | Henry García · Gustavo Márquez                         | 3:45     |  |
| 7.                                 | «Dime»                             | Freddy Fender · Jorge Luis Piloto                      | 3:45     |  |
| 8.                                 | «Suave»                            | Kiko Cibrián · Orlando Castro                          | 3:25     |  |
| 9.                                 | «No hieras mi vida»                | Luis Ángel Márquez                                     | 3:48     |  |
| 10.                                | «Ese» (Versión balada)             | Alejandro Jaén · William Paz                           | 3:25     |  |
| 11.                                | «Cuenta conmigo»                   | Omar Alfanno                                           | 3:51     |  |
| 12.                                | «Esa niña»                         | Juan Carlos Calderón                                   | 4:01     |  |
| 13.                                | «Nada sin ti»                      | Eros Ramazzotti · Pierangelo Cassano · Adelio Cogliati | 3:37     |  |
| 14.                                | «Ese» (Versión salsa)              | Alejandro Jaén · William Paz                           | 4:18     |  |
| 15.                                | «Amores como el nuestro»           | Omar Alfanno                                           | 4:06     |  |
| 16.                                | «Casi un hechizo»                  | Ricardo Montaner · Pablo Manavello                     | 3:45     |  |
| 17.                                | «Magia»                            | Omar Alfanno                                           | 3:41     |  |
| 18.                                | «Qué hay de malo»                  | Omar Alfanno                                           | 3:21     |  |
| 19.                                | «Me estoy enamorando»              | Jorge Luis Piloto                                      | 3:30     |  |
| 20.                                | «No me olvidarás» (Versión balada) | Alejandro Jaén · William Paz                           | 4:30     |  |
| 65:03                              |                                    |                                                        |          |  |

- Datos: Q57593138